# Зірченко Павло
Павло Зірченко (1903 — 1977) — бухгалтер колгоспу в селі Благодатному, разом зі своїм сином Михайлом (1927—2019), він в роки Голокосту сприяв порятунку групи з 32 євреїв. 2004 року Яд Вашем вшанував вчинок Зірченків, присвоївши їм почесне звання Праведників народів світу.
Про походження, ранні роки та післявоєнну долю Зірченка відомостей не зберіглось. Але завдяки роботі Меморіалу Яд Вашем задокументований його вчинок під час нацистської окупації України.
Родина Зірченків проживали в Благодатному і після окупації села німецькими військами в жовтні 1941-го Павло продовжив роботу в місцевому колгоспі.
З початком окупації Донбасу група єврейських сімей з Єнакієва, загалом 32 особи спробували самотужки евакуюватися вслід за відступаючою радянською армією. Вони досягли Ростова-на-Дону, але скоро після того, в липні 1942 року місто також було захоплене гітлерівцями. Шукаючи безпечного прихистку на зиму, біженці рухались окупованими територіями і, зрештою, наприкінці 1942-го досягли Благодатного. В селі не було постійного німецького гарнізону і євреям вдалось домовитися з адміністрацією про поселення там. Завдяки Павлові Зірченку вони отримали достатньо провізії, щоб пережити зиму, а наступного року всі працездатні учасники групи долучились до місцевих, працюючи на ланах колгоспу.
Проте залишалась небезпека викриття біженців, що не мали документів. Смертельна небезпека загрожувала також і громаді, що прихистила євреїв. Павло попереджав євреїв про німецькі рейди, а згодом з допомогою свого сина Михайла, в майбутньому відомого російського художника, зміг виготовити підробні посвідчення особи. Завдяки цій підтримці вся група дочекалася визволення території з-під нацистської окупації.
Розпорядженням сільського голови № 70 10 грудня 2018 року колишня Набережна села Благодатного була перейменована як вулиця Родини Зірченків.